# Іштван Дєньдєші
Іштван Дєньдєші (25 серпня 1629, мікрорайон Радванка, Ужгород, Україна — 24 липня 1704, Штітнік, сьогодні Словаччина) — угорський поет, депутат, член парламенту. У своїй роботі 1664 року його часто називають Іштван Дьондьофі.

## Життєпис
Народився у католицькій сім'ї дворян, родина була добре освічена. Його батьки померли рано, тому він був змушений піклуватися про власний життєвий шлях.
У 1659 році одружився — не відома точна дата весілля. Його перший шлюб був особливо невдалим. У нього було четверо дітей.
31 жовтня 1685 року став членом Військово-рахункової комісії. 17 вересня 1687 року він був призначений представляти комітат в парламенті у Братиславі.
На його поезію найбільше вплинуло вивчення Овідія, критики називають його угорським Овідієм.

## Цікаво
В Ужгороді на честь поета названо вулицю. У 2019 році, поблизу його будинку в Ужгороді, до ювілею з дня народження - встановлено скульптурну композицію у вигляді перлини ( так з угорської мови перекладається його прізвище). 